# Cormoran de Macquarie
Leucocarbo purpurascens
Espèce
Le Cormoran de Macquarie (Leucocarbo purpurascens) est une espèce d'oiseaux de la famille des Phalacrocoracidae. Elle était et est encore parfois considérée comme une sous-espèce du Cormoran impérial (L. atriceps).

## Répartition
Cet oiseau vit sur l'île Macquarie.